# البرتو والدز جونیور
البرتو والدز جونیور (انگلیسی: Alberto Valdés Jr.; ۳۰ نوامبر ۱۹۵۰ – ۱۹ دسامبر ۲۰۲۰) ورزشکار اهل مکزیک بود.